# The Black Parade: The B-Sides
The Black Parade: The B-Sides — четвертий мініальбом американської рок-групи My Chemical Romance, який був випущений 3 лютого 2009 року.

## Треклист
1. My Way Home Is Through You — 2:58
2. Famous Last Words — 4:53
3. Kill All Your Friends — 4:28
4. Welcome to the Black Parade — 5:29
5. Heaven Help Us — 2:55